# Palmito del Verde
Palmito del Verde är en ort i Mexiko.   Den ligger i kommunen Escuinapa och delstaten Sinaloa, i den centrala delen av landet, 800 km nordväst om huvudstaden Mexico City. Palmito del Verde ligger 5 meter över havet och antalet invånare är 1 499.
Terrängen runt Palmito del Verde är mycket platt. Havet är nära Palmito del Verde åt sydväst. Runt Palmito del Verde är det ganska glesbefolkat, med 40 invånare per kvadratkilometer. Närmaste större samhälle är Escuinapa de Hidalgo, 19,3 km norr om Palmito del Verde. Omgivningarna runt Palmito del Verde är en mosaik av jordbruksmark och naturlig växtlighet.